# Цветан Генков
Цветан Валентинов Генков е български футболист, бивш национал на България, централен нападател. От 2020 г. е играч на ОФК Костинброд (Костинброд).

## Кариера
Първоначално Генков тренира лека атлетика при Георги Митев. Малко по-късно започва да играе футбол в юношеския тим на Локомотив (Мездра), където негов наставник е Семко Горанов. Скоро намира място в мъжкия отбор на клуба, който по това време се състезава в Северозападната В АФГ под ръководството най-напред на Димитър Ефремов, а впоследствие на Валери Цветанов. През трите сезона, в които защитава клубната чест на мездренските „железничари“ 2001/02, 2002/03 и 2003/04, има 75 мача в трета дивизия, в които е отбелязал 40 гола, включително и един в турнира за Купата на България. Европейски железничарски шампион от XVII първенство на USIC в курорта Албена през 2003 г., на финалите на което играе 4 мача и вкарва един гол. През 2003/04 става голмайстор на Северозападната В РФГ с 24 точни попадения и преминава в Локомотив (София).
Следващите три сезона 2004/05, 2005/06 и 2006/07 е основна единица в състава на столичани, през което време записва 96 мача с „червено-черния“ екип, влючително шест в европейските клубни турнири и четири за Купата на България. В тях отбелязва 55 гола, четири в шест мача за Купата на УЕФА – срещу Македония (Скопие), Бней Йехуда – 2 и нидерландския Фейенорд, и два за Купата на България. Един от водещите реализатори в майсторската група; през 2005 и 2006 г. е определен за подгласник в категорията Най-добър млад играч в анкетата на Асоциацията на българските футболисти; няколко пъти е избиран за футболист на кръга. Едноличен голмайстор на А ПФГ през сезон 2006/07 с 27 точни попадения.
Има 9 срещи в младежкия национален отбор, в които е вкарал 3 гола, както и 18 мача в представителния тим на България. През юни 2007 г. подписва договор с първодивизионния руски клуб Динамо (Москва) срещу трансферната сума от 2,25 млн. евро. Контрактът му е за 4,5 г. т.е. до края на 2011 г. През 2010 година е преотсъпен от Динамо (Москва) в Локомотив (София). От пролетта на 2011 играе в полския Висла (Краков). За този отбор в Шампионската лига е изиграл 6 мача, а в Лига Европа е изиграл 2 мача и е вкарал 1 гол срещу Твенте (2:1).
Шампион на Полша през 2010/11 г. с отбора на Висла (Краков). Бронзов медалист на България през 2006/07 г. с Локомотив (Сф) и на Русия през 2008 г. с Динамо (Москва).

## Статистика по сезони
- Локомотив (Мз) – 2001/02 – СЗ В РФГ, 15 мача/2 гола
- Локомотив (Мз) – 2002/03 – СЗ В РФГ, 30/14
- Локомотив (Мз) – 2003/04 – СЗ В РФГ, 30/24
- Локомотив (Сф) – 2004/05 – А ПФГ, 30/12
- Локомотив (Сф) – 2005/06 – А ПФГ, 27/11
- Локомотив (Сф) – 2006/07 – А ПФГ, 29/27
- Динамо (Москва) – 2007/есен – Руска Премиер Лига, 10/1
- Динамо (Москва) – 2008 – Руска Премиер Лига, 23/4
- Динамо (Москва) – 2009/есен – Руска Премиер Лига, 5/0
- Локомотив (Сф) – 2010/пролет – А ПФГ, 13/4
- Локомотив (Сф) – 2010/есен – А ПФГ, 13/11
- Висла (Краков) – 2011/пролет – Екстракласа, 7/4
- Висла (Краков) – 2011/есен – Екстракласа, 15/4
- Левски (Сф) – 2013/есен – А ПФГ, 5/2

Турнир за Купата на България:
- Локомотив (Мз) – 2002/03 – 3 мача/1 гол
- Локомотив (Сф) – 2004/05 – 1/1
- Локомотив (Сф) – 2005/06 – 1/0
- Локомотив (Сф) – 2006/07 – 2/1
- Локомотив (Сф) – 2010/есен – 1/0

Турнир за Купата на Русия:
- Динамо (Москва) – 2007/есен – 1 мач/1 гол
- Динамо (Москва) – 2008 – 3/0
- Динамо (Москва) – 2009 – 1/0

Турнир за Купата на Полша:
- Висла (Краков) – 2011-2013/пролет – 1 мач/1 гол

## Любопитни факти
- дебют в Северозападната В АФГ – на 14 октомври 2001 г. в срещата „Ситомир“ (Никопол) – „Локомотив“ (Мездра) 2:0 от IX кръг през сезон 2001/2002;
- първи гол във В АФГ – на 12 май 2002 г. в срещата „Локомотив“ (Мездра) – „Олимпик“ (Тетевен) 2:2 от XXVIII кръг през сезон 2001/2002;
- дебют в А РФГ – на 6 август 2004 г. в срещата „Литекс“ (Ловеч) – „Локо“ (Сф) 2:0 от I кръг през сезон 2004/2005.;
- първи гол в А РФГ – в 68 мин. на срещата „Локо“ (Сф) – „Марек“ (Дупница) 4:2 от II кръг през сезон 2004/2005;
- първи гол в турнира за Купата на България:

с екипа на „Локомотив“ (Мездра) – в 93 мин. на 1/32-финалната среща „Локо“ (Мз) – „Академик“ (Свищов) 2:1 след продължения през сезон 2002/2003;
с екипа на „Локомотив“ (София) – в 53 мин. 1/16-финалната среща „Черно море“ (Варна) – „Локо“ (Сф) 3:4 през сезон 2004/2005;
- първи (и единствен) автогол – в 85 мин. на срещата „Локо“ (Сф) – „Славия“ 2:1 от XVIII кръг през сезон 2005/2006;
- първи хеттрик в А РФГ – в 5-а, 45-а и 62-рата мин. на срещата „Локо“ (Сф) – „Пирин 1922“ (Благоевград) 5:0 от XXVI кръг през сезон 2005/2006;
- първа реализирана дузпа в кариерата си – в 47 мин. на срещата „Локо“ (Сф) – „Берое“ (Стара Загора) 4:1 от XXVIII кръг през сезон 2005/2006;
- първи червен картон в А РФГ – в 42 мин. на срещата „Локо“ (Сф) – „Литекс“ (Ловеч) 1:0 от XXII кръг през сезон 2006/2007;
- дебют в първенството на Русия – на 14 юли 2007 г. в срещата „ЦСКА“ (Москва) – „Динамо“ (Москва) 0:1, влиза като резерва в 68 мин. на мача на мястото на Руслан Пименов;
- първи гол за „Динамо“ (Москва) – в 70 мин. на 1/8-финалната среща за Купата на Русия „Зенит“ (Санкт Петербург) – „Динамо“ (М) 8:3;
- дебют в младежкия национален отбор – на 16 октомври 2004 г. в 65 мин. на приятелската среща България – Италия 0:2;
- първи гол в младежкия национален отбор – на 3 юни 2005 г. в 56 мин. на квалификацията за Европейско първенство България – Хърватия 2:1;
- дебют в националния отбор (мъже) – на 17 август 2005 г. в приятелската среща България – Турция 3:1, в която замени в 58 мин. Димитър Бербатов;
- дебют в европейските клубни турнири – на 13 юли 2006 г. в срещата от първия квалификационен кръг за Купата на УЕФА „Локо“ (Сф) – „Македония“ (Скопие) 2:0;
- първи гол в европейските клубни турнири – на 27 юли 2006 г. в 70 мин. на срещата-реванш от първия квалификационен кръг за Купата на УЕФА „Македония“ (Скопие) – „Локо“ (Сф) 1:1.
- вкарва шест гола в един мач – на 27 май 2006 в срещата Черноморец Бс – Локо Сф 0:9